# Liste des conseillers départementaux de la Charente-Maritime
 (juin 2020).

## Composition du conseil départemental 2015-...
| Canton              | Conseiller 2015-2021     | Parti | Parti | Conseiller 2021-2027 | Parti | Parti |
| ------------------- | ------------------------ | ----- | ----- | -------------------- | ----- | ----- |
| Aytré               | Guy Denier               |       | PS    |                      |       |       |
| Aytré               | Martine Villenave        |       | PS    |                      |       |       |
| Chaniers            | Corinne Grégoire         |       | DVG   |                      |       |       |
| Chaniers            | Fabrice Barusseau        |       | PS    |                      |       |       |
| Châtelaillon-Plage  | Sylvie Marcilly          |       | LR    |                      |       |       |
| Châtelaillon-Plage  | Stéphane Villain         |       | LR    |                      |       |       |
| Île de Ré           | Lionel Quillet           |       | DVD   |                      |       |       |
| Île de Ré           | Gisèle Vergnon           |       | DVD   |                      |       |       |
| Île d'Oléron        | Michel Parent            |       | LR    |                      |       |       |
| Île d'Oléron        | Dominique Rabelle        |       | LR    |                      |       |       |
| Jonzac              | Chantal Guimberteau      |       | DVD   |                      |       |       |
| Jonzac              | Jean-Claude Beaulieu     |       | LR    |                      |       |       |
| La Jarrie           | Line Lafougère           |       | DVG   |                      |       |       |
| La Jarrie           | David Baudon             |       | PS    |                      |       |       |
| La Rochelle-1       | Marylise Fleuret-Pagnoux |       | PRG   |                      |       |       |
| La Rochelle-1       | Pierre Malbosc           |       | PRG   |                      |       |       |
| La Rochelle-2       | Patricia Friou           |       | PRG   |                      |       |       |
| La Rochelle-2       | Dominique Guégo          |       | PRG   |                      |       |       |
| La Rochelle-3       | Nadège Désir             |       | PRG   |                      |       |       |
| La Rochelle-3       | Pierre Robin             |       | PRG   |                      |       |       |
| La Tremblade        | Fabienne Aucouturier     |       | DVD   |                      |       |       |
| La Tremblade        | Jean-Pierre Tallieu      |       | UDI   |                      |       |       |
| Lagord              | Christian Fallourd       |       | LR    |                      |       |       |
| Lagord              | Évelyne Ferrand          |       | LR    |                      |       |       |
| Les Trois Monts     | Brigitte Rokvam          |       | DVD   |                      |       |       |
| Les Trois Monts     | Francis Savin            |       | DVD   |                      |       |       |
| Marans              | Denis Petit              |       | PRG   |                      |       |       |
| Marans              | Karine Dupraz            |       | DVG   |                      |       |       |
| Marennes            | Michèle Bazin            |       | DVG   |                      |       |       |
| Marennes            | Mickaël Vallet           |       | PS    |                      |       |       |
| Matha               | Jean-Marie Roustit       |       | DVD   |                      |       |       |
| Matha               | Corinne Imbert           |       | LR    |                      |       |       |
| Pons                | Marie-Christine Bureau   |       | DVD   |                      |       |       |
| Pons                | Jacky Quesson            |       | DVD   |                      |       |       |
| Rochefort           | Caroline Campodarve      |       | LR    |                      |       |       |
| Rochefort           | Gérard Pons              |       | LR    |                      |       |       |
| Royan               | Dominique Bussereau      |       | LR    |                      |       |       |
| Royan               | Marie-Pierre Quentin     |       | LR    |                      |       |       |
| Saint-Jean-d'Angély | Caroline Aloe            |       | DVD   |                      |       |       |
| Saint-Jean-d'Angély | Jean-Claude Godineau     |       | UDI   |                      |       |       |
| Saint-Porchaire     | Brigitte Seguin          |       | DVD   |                      |       |       |
| Saint-Porchaire     | Michel Doublet           |       | LR    |                      |       |       |
| Saintes             | Christophe Dourthe       |       | PS    |                      |       |       |
| Saintes             | Brigitte Favreau         |       | PS    |                      |       |       |
| Saintonge Estuaire  | Françoise de Roffignac   |       | LR    |                      |       |       |
| Saintonge Estuaire  | Loïc Girard              |       | LR    |                      |       |       |
| Saujon              | Pascal Ferchaud          |       | PRG   |                      |       |       |
| Saujon              | Ghislaine Guillen        |       | PRG   |                      |       |       |
| Surgères            | Catherine Desprez        |       | DVD   |                      |       |       |
| Surgères            | Gilles Gay               |       | DVD   |                      |       |       |
| Thénac              | Alexandre Grenot         |       | LR    |                      |       |       |
| Thénac              | Sylvie Mercier           |       | LR    |                      |       |       |
| Tonnay-Charente     | Robert Chatelier         |       | LR    |                      |       |       |
| Tonnay-Charente     | Marie-Chantal Périer     |       | LR    |                      |       |       |

## Composition du conseil général de laCharente-Maritime(51 sièges) au 27 mars 2011
| Parti                                | Sigle | Élus |
| ------------------------------------ | ----- | ---- |
| Majorité (27 sièges)                 |       |      |
| Union pour un mouvement populaire    | UMP   | 15   |
| Divers droite                        | DVD   | 9    |
| Union des démocrates et indépendants | UDI   | 3    |
| Opposition (24 sièges)               |       |      |
| Parti socialiste                     | PS    | 15   |
| Divers gauche                        | DVG   | 1    |
| Parti radical de gauche              | PRG   | 8    |
| Président du Conseil Général         |       |      |
| Dominique Bussereau (UMP)            |       |      |

## Liste des conseillers généraux de laCharente-Maritime
|                                       | Canton                        | Circ  | Conseiller général       | Parti       | Série |
| ------------------------------------- | ----------------------------- | ----- | ------------------------ | ----------- | ----- |
| Arrondissement de Jonzac              |                               |       |                          |             |       |
|                                       | Archiac                       | 4     | Chantal Guimberteau      | UMP         | 2011  |
|                                       | Jonzac                        | 4     | Jean-Claude Beaulieu     | UMP         | 2008  |
|                                       | Mirambeau                     | 4     | Bernard Louis-Joseph     | DVD         | 2008  |
|                                       | Montendre                     | 4     | Bernard Lalande          | PS          | 2011  |
|                                       | Montguyon                     | 4     | Francis Savin            | UMP         | 2008  |
|                                       | Montlieu-la-Garde             | 4     | Thierry Jullien          | PS          | 2011  |
|                                       | Saint-Genis-de-Saintonge      | 4     | Jacky Quesson            | DVD         | 2011  |
| Arrondissement de Rochefort           |                               |       |                          |             |       |
|                                       | Aigrefeuille-d’Aunis          | 2     | Christian Brunier        | DVG         | 2011  |
|                                       | Le Château-d'Oléron           | 5     | Michel Parent            | UMP         | 2008  |
|                                       | Marennes                      | 5     | Mickaël Vallet           | PS          | 2011  |
|                                       | Rochefort-Centre              | 2     | Jean-Louis Frot          | UMP         | 2008  |
|                                       | Rochefort-Nord                | 2     | Sylvie Marcilly          | UMP         | 2011  |
|                                       | Rochefort-Sud                 | 2     | Pierre Feydeau           | PS          | 2011  |
|                                       | Royan-Est                     | 4     | Dominique Bussereau      | UMP         | 2011  |
|                                       | Royan-Ouest                   | 5     | Michel Servit            | UMP         | 2011  |
|                                       | Saint-Agnant                  | 5     | Robert Chatelier         | UMP         | 2008  |
|                                       | Saint-Pierre-d'Oléron         | 5     | Jean-Paul Peyry          | UMP         | 2011  |
|                                       | Surgères                      | 2     | Marie-Pierre Brunet      | PRG         | 2011  |
|                                       | Tonnay-Charente               | 5     | Jean-Pierre Guillon      | PS          | 2008  |
|                                       | La Tremblade                  | 5     | Jean-Pierre Tallieu      | UDI         | 2008  |
| Arrondissement de La Rochelle         |                               |       |                          |             |       |
|                                       | Ars-en-Ré                     | 1     | Lionel Quillet           | DVD         | 2008  |
|                                       | Aytré                         | 2     | Stéphane Villain         | UMP         | 2008  |
|                                       | Courçon                       | 2     | Denis Petit              | PRG         | 2008  |
|                                       | La Jarrie                     | 2     | David Baudon             | PS puis DVG | 2008  |
|                                       | Marans                        | 2     | Patrick Blanchard        | DVD         | 2011  |
|                                       | La Rochelle I                 | 1     | Gilles Gautronneau       | PRG         | 2011  |
|                                       | La Rochelle II                | 1     | Marc Parnaudeau          | PS          | 2008  |
|                                       | La Rochelle III               | 1     | Marylise Fleuret-Pagnoux | PRG         | 2011  |
|                                       | La Rochelle IV                | 1     | Patricia Friou           | PS puis DVG | 2011  |
|                                       | La Rochelle V                 | 1     | Yann Juin                | PRG         | 2011  |
|                                       | La Rochelle VI                | 1     | Denis Leroy              | PS          | 2011  |
|                                       | La Rochelle VII               | 1     | Jean-Pierre Mandroux     | PS          | 2008  |
|                                       | La Rochelle VIII              | 1     | Michel Rogeon            | PRG         | 2008  |
|                                       | La Rochelle IX                | 1     | Jack Dillenbourg         | PS          | 2008  |
|                                       | Saint-Martin-de-Ré            | 1     | Léon Gendre              | UMP         | 2011  |
| Arrondissement de Saintes             |                               |       |                          |             |       |
|                                       | Burie                         | 5     | Fabrice Barusseau        | PS          | 2011  |
|                                       | Cozes                         | 4     | Daniel Hillairet         | DVD         | 2008  |
|                                       | Gémozac                       | 4     | Loïc Girard              | UMP         | 2008  |
|                                       | Pons                          | 4     | Daniel Laurent           | UMP         | 2011  |
|                                       | Saintes-Nord                  | 3     | Christophe Dourthe       | PS          | 2008  |
|                                       | Saintes-Ouest                 | 3     | Isabelle Pichard-Chauche | PS          | 2011  |
|                                       | Saintes-Est                   | 3 - 4 | Jean-Yves Quéré          | PS          | 2008  |
|                                       | Saint-Porchaire               | 5     | Michel Doublet           | UMP         | 2008  |
|                                       | Saujon                        | 5     | Pascal Ferchaud          | PRG         | 2011  |
| Arrondissement de Saint-Jean-d'Angély |                               |       |                          |             |       |
|                                       | Aulnay-de-Saintonge           | 3     | Jean-Mary Boisnier       | UDI         | 2008  |
|                                       | Loulay                        | 3     | Jean-Marie Roustit       | DVD         | 2011  |
|                                       | Matha                         | 3     | Corinne Imbert           | DVD         | 2008  |
|                                       | Saint-Hilaire-de-Villefranche | 3     | Alain Galteau            | DVD         | 2008  |
|                                       | Saint-Jean-d'Angély           | 3     | Jean-Yves Martin         | PRG         | 2011  |
|                                       | Saint-Savinien                | 3     | Jean-Claude Godineau     | UDI         | 2008  |
|                                       | Tonnay-Boutonne               | 3     | Bernard Rochet           | DVD         | 2011  |

## Anciens conseillers généraux
- Roland Beix ;
- Claude Belot ;
- François Blaizot ;
- Maxime Bono ;
- René Carré-Bonvalet ;
- Michel Crépeau ;
- Amédée Delaunay ;
- Louis-Benjamin Fleuriau de Bellevue ;
- Léon Gendre
- Claude Jousseaume ;
- Bernard Lalande ;
- Maurice Lannes (1867 † 1er août 1917 - Paris, des suites de ses blessures reçues au front), « comte de Montebello », lieutenant
- Jean-Louis Léonard ;
- André Maudet ;
- Gustave Perreau ;
- Didier Quentin ;
- Xavier de Roux ;
- André Salardaine ;